# Говорунов, Борис Фёдорович
Борис Фёдорович Говорунов (22 августа 1946, Порог, Ленинградская область — 5 сентября 2001, Волхов, Ленинградская область) — советский футболист, нападающий.

## Биография
В 13 лет Бориса Говорунова в Волхове заметил игрок ленинградского «Динамо» Пётр Дементьев. Позже Говорунув окончил ПТУ и работал электролизником на алюминиевом заводе. В 1965 году в составе волховского «Металлурга» стал победителем первенства Ленинградской области.
В 1965—1972 годах провёл за «Динамо» во второй по силе лиге первенства СССР 249 матчей, забил 76 голов. Считается лучшим бомбардиром команды за всю историю — приводятся цифры 102 и 112 голов. В 1974 году играл во второй лиге за «Электрон» Новгород.
В 1988 году, играя за «Металлург», вновь стал чемпионом области в 42 года.
Скончался 5 сентября 2001 года в Волхове, похоронен на Новооктябрьском кладбище. В память о Говорунове проводятся ежегодные турниры по футболу среди учебных заведений Волхова.